# Alexandr Krasavin
Alexandr Krasavin byl ruský fotograf agentury RIA Novosti.

## Životopis
Alexandre Krassavine je známý jako fotograf Velké vlastenecké války.

## RIA Novosti
Pracoval pro ruskou informační agenturu RIA Novosti, což byla státní zpravodajská agentura pro mezinárodní informace se sídlem v Moskvě. Historie agentury sahá do 24. června 1941, kdy dva dny po napadení Sovětského Svazu byla založena Sovětská informační kancelář (Советское Информационное Бюро; Совинформбюро). Byla založena usnesením vlády Sovětského svazu a ÚV KSSS. Jejím hlavním úkolem bylo přinášet informace o zahraničních vojenských událostech a o událostech v domácím životě. V jisté době byl vydáván bulletin v papírové podobě a vysílán v rádiu (od 14. října 1941 do 3. března 1942). Hlavním úkolem bylo sestavovat zprávy o situaci na frontové válečné linii, situaci na domácí frontě a v partyzánském hnutí. Dne 9. prosince 2013 podepsal ruský prezident Vladimir Putin dekret o zrušení této agentury a rozhlasové stanice Hlas Ruska a jejich sloučení do nově vzniklé agentury Rusko dnes (Rossija segodňa).

## Galerie

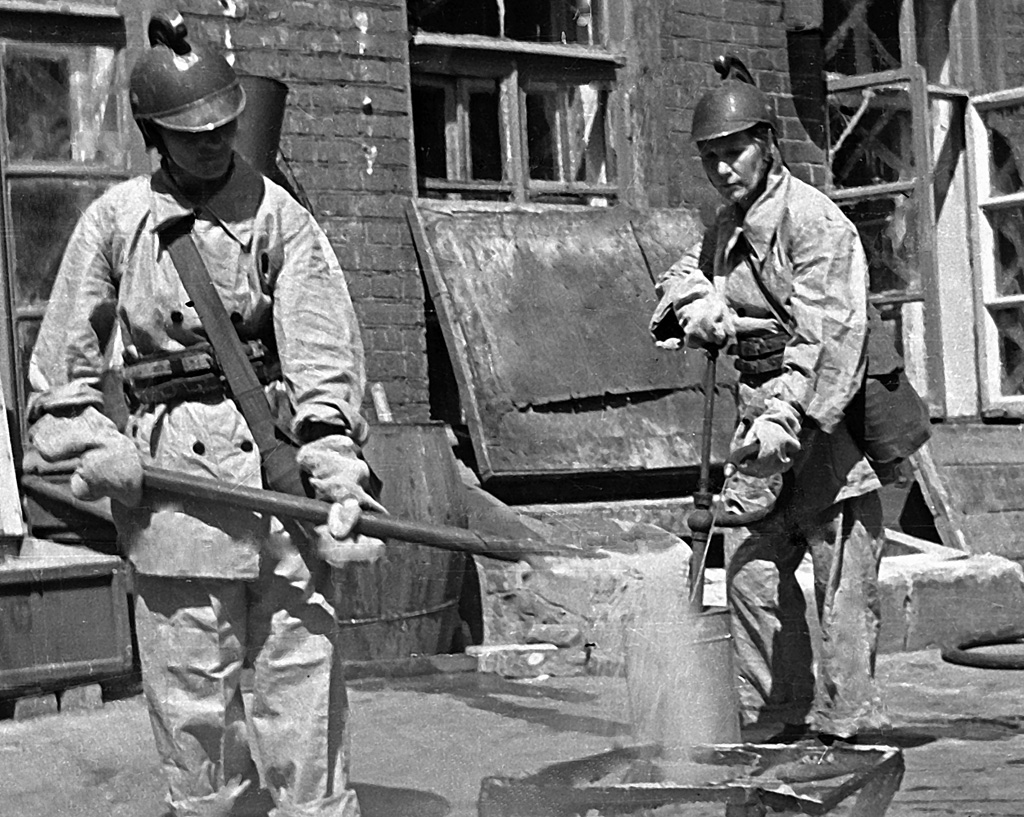
Bojová posádka likviduje německé zápalné bomby. Moskva, RSFSR, červenec 1941
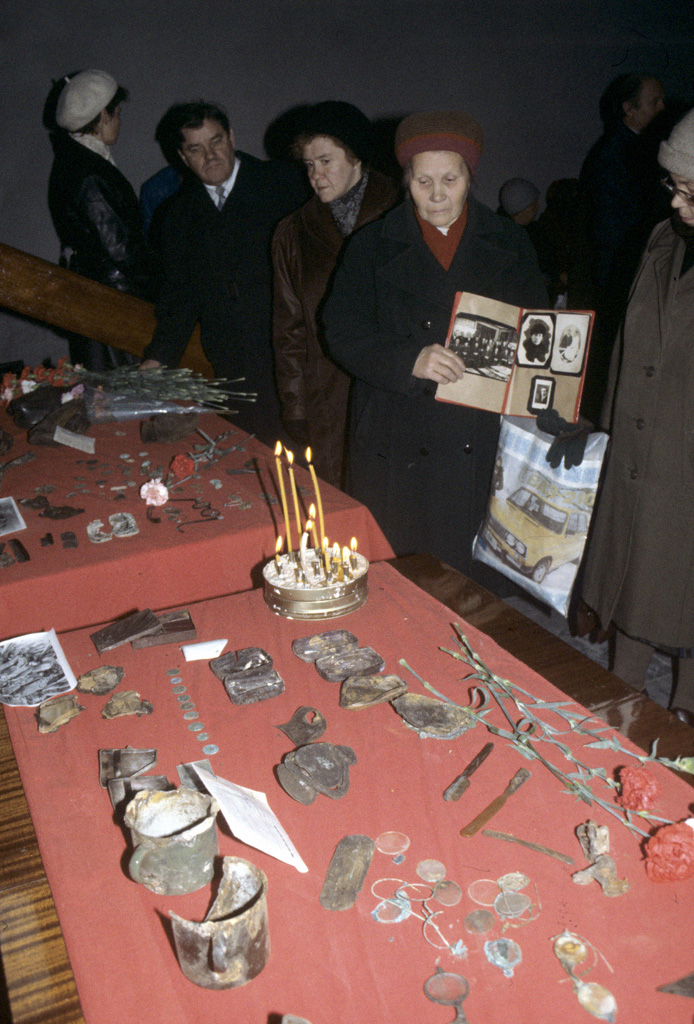
„Osobní věci lidí nalezených na místě popravy v Petrozavodsku.“ RSFSR. Karelian ASSR. Pohřeb pozůstatků obětí stalinistických represí. Osobní věci lidí nalezené v místě popravy. Rusko, Petrozavodsk, Karelská republika, 1991
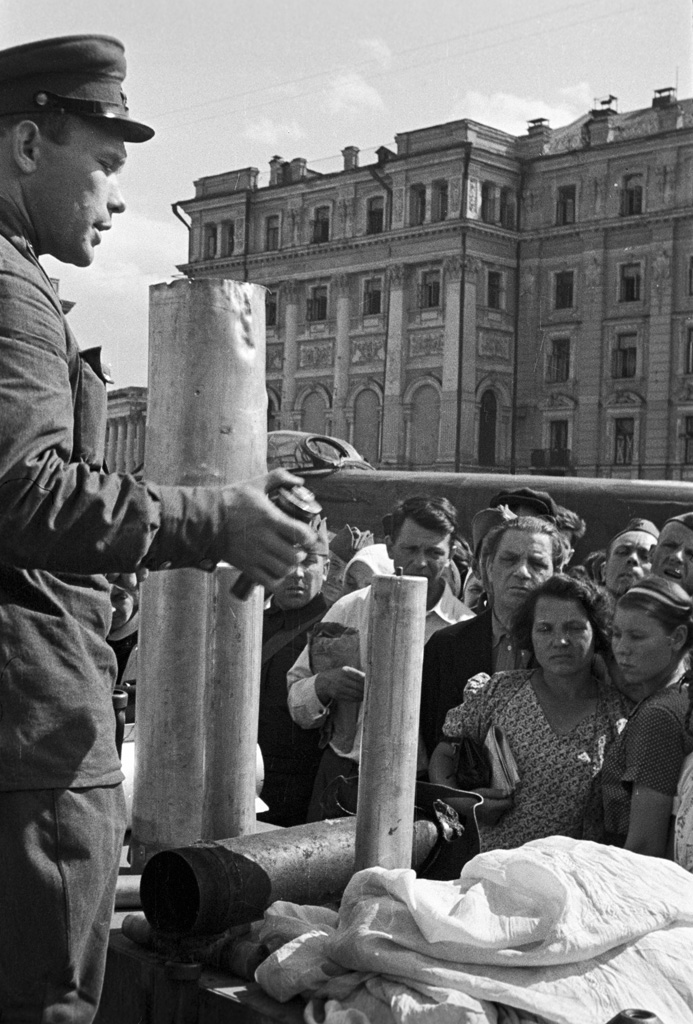
"Likvidace zápalných bomb". Voják Rudé armády učí obyvatele města, jak zneškodnit německé zápalné bomby, náměstí Sverdlov v Moskvě, Rusko, 1941
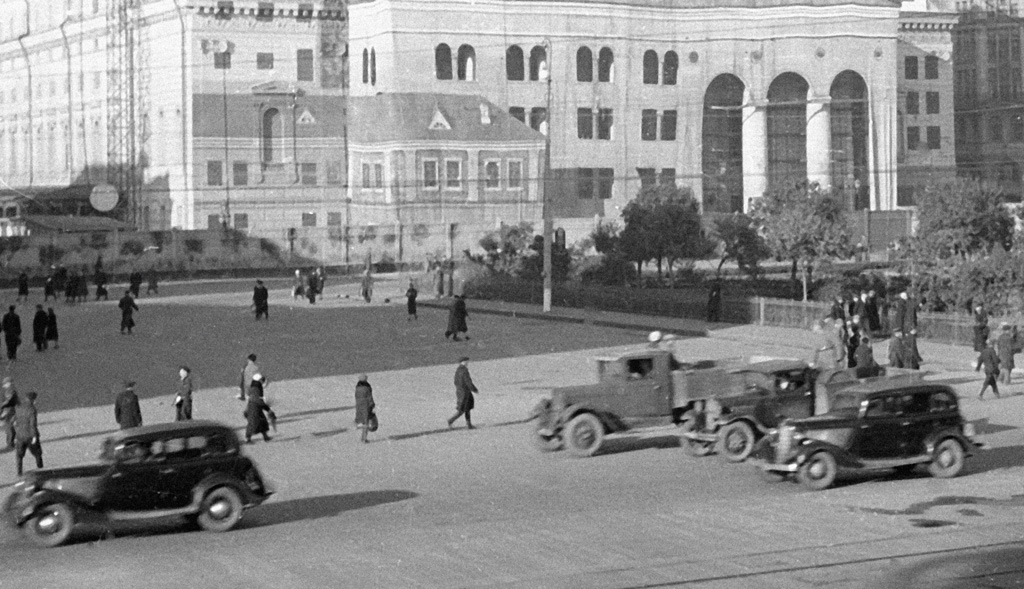
„Ochranná kamufláž na budově Velkého divadla“ během druhé světové války. Moskva, Rusko, srpen 1942.